# Анна Кінгсфорд
Анна Кінгсфорд (англ. Anna Kingsford уроджена Бонус ({16 вересня 1846, Стратфорд, Ессекс — 22 лютого 1888, Лондон) — одна з перших після Елізабет Гарретт Андерсон жінок в Англії, які отримали науковий ступінь у галузі медицини.
Кінгсфорд стала відомою своєю боротьбою проти дослідів на тваринах, захистом прав жінок та підтримкою вегетаріанства. Щоб більш ефективно боротися проти експериментів над тваринами та на власному досвіді перевірити наявність необхідності вівісекції для науки, вирішила вивчати медицину. Здобула медичну освіту в Парижі, оскільки у Великій Британії це не було дозволено для жінок. Анна Кінгсфорд стала єдиним студентом свого часу, які здобули вищу медичну освіту без проведення дослідів на тваринах. У 1880 році одержала докторський ступінь, захистивши дисертацію про користь вегетаріанства, яка пізніше лягла в основу її книги L'Alimentation Végétale de l'Homme. Повернувшись до Лондона, відкрила власний медичний кабінет.
Також Кінгсфорд була активісткою теософського руху в Англії й в 1883 році стала президентом Лондонської Ложі Теософського товариства Великої Британії. У 1884 році Анна Кінгсфорд вийшла з Теософського товариства і спільно з Едвардом Мейтлендом створила Герметичне товариство.
Маючи слабке здоров'я, Анна Кінгсфорд померла у віці 41 року від туберкульозу, на який захворіла після того, як потрапила під зливу дорогою до лабораторії Луї Пастера в Парижі. Її життя і творчість залишалися практично невивченими до тих пір, поки Едвард Мейтланд не опублікував її біографію — Життя Анни Кінгсфорд.

## Життєпис

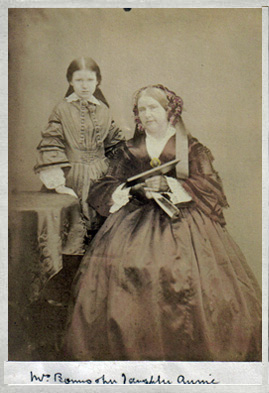
Кінгсфорд з матір'ю у віці приблизно 11 років

Анна Кінгсфорд народилася в Ессексі в сімействі середнього класу. Уже в 9 років вона написала свою першу поему, а в 13 — книгу Beatrice: a Tale of the Early Christians. Дебора Рідіселл писала, що Кінгсфорд обожнювала полювання на лисиць, поки одного разу не з'явилася собі в баченні в образі лисиці.
У 1867 році Кінгсфорд вийшла заміж за свого двоюрідного брата Алджернона Годфрі Кінгсфорд, а рік потому народила дочку. Попри те, що її чоловік був англіканським священником, в 1872 році вона прийняла католицизм.
На залишені їй батьком 700 фунтів стерлінгів річних вона купила газету The Lady's Own Paper, яку також очолила на посаді редактора. Ця робота познайомила її з видатними жінками своєї епохи, в тому числі письменницею, феміністкою і борцем проти вівісекції Френсіс Пауер Кобб. Саме стаття Кобб про вівісекції в The Lady's Own Paper викликала інтерес Кінгсфорд до предмета.

## Медична освіта
У 1873 році Кінгсфорд познайомилася з письменником Едвардом Мейтландом, який розділяв її неприйняття матеріалізму. З благословення чоловіка Мейтланд супроводжував Кінгсфорд до Парижу, коли вона вирішила вивчати медицину.
Париж у цей час перебував у центрі революційних досліджень у галузі фізіології, велика частина яких була результатом експериментів на тваринах, переважно собак, в основному проводилися без будь-якого знеболення. Клод Бернар (1813–1878), відомий як «батько фізіології», працюючи там, сказав: «Фізіолог — незвичайна людина: він — вчений, охоплений і поглинений науковою ідеєю, за якої він дотримується. Він не чує криків тварин, він не бачить як ллється кров, він бачить тільки свою ідею…»
Волтер Гратцер, почесний професор біохімії в Королівському коледжі Лондона, писав, що серйозний протест проти вівісекції, що сформувався у вікторіанській Англії, частково був протестом проти досліджень, проведених у Франції, коли вони були перенесені й в Англію. Бернар та інші відомі фізіологи, такі як Шарль Ріше у Франції й Майкл Фостер в Англії, були піддані різкій критиці за свою роботу. Британські антівівесекціоністи проникли на паризькі лекції Франсуа Мажанді, вчителя Бернара, який у процесі роботи розчленовував собак без наркозу, і, як стверджується, кричав на них — «Tais-toi, pauvre bête!» (Заткнись, мерзенна тварина!). Дружина Бернара, Марі-Франсуаза Бернар, була різко проти його досліджень, хоча саме вона фінансувала їх з коштів свого приданого. Зрештою, вона розлучилася з Бернаром і заснувала товариство проти вівісекції.
Атмосфера на медичному факультеті та клініках Парижа на момент прибуття туди Кінгсфорд залишалася такою, що бути жінкою там ставало додатковим тягарем. Хоча жінкам у Франції офіційно і дозволяли вивчати медицину, Рідіселл пише, що це все одно не віталося. У 1874 році Кінгсфорд писала чоловікові: Для Кінгсфорд були нестерпні споглядання і звуки експериментів на тваринах, свідком яких вона стала. 

## Смерть

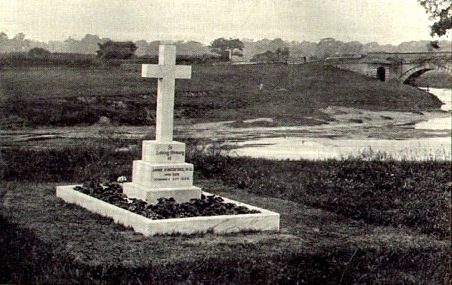
Могила Анни Кінгсфорд на кладовищі «Свята Іта» (Saint Eata) в Етчамі, з видом на річку Северн, в місці, де вона часто дивилася на сонячний захід.

Алан Перт пише, що в листопаді 1886 року Кінгсфорд потрапила під проливний дощ в Парижі по дорозі до лабораторії Луї Пастера, одного з найвидатніших вівісекціоністів того часу. Кілька годин, проведених у мокрому одязі, призвели до розвитку туберкульозу легенів.
Перт пише, що вона відвідала Рів'єру та Італію, марно сподіваючись, що новий клімат допоможе їй одужати. У липні 1887 року вона залишилася в Лондоні, в будинку № 15 по Віннстей Гарденс, Кенсінгтон, який орендувала з чоловіком.
22 лютого 1888 року Анна Кінгсфорд померла. Була похована на кладовищі Saint Eata при церкві XI століття, де служив її чоловік, в Етчамі у річки Северн. При реєстрації смерті її ім'я записано як Анні Кінгсфорд (англ. Annie Kingsford При реєстрації шлюбу в Сассексі в 1867 році дівоче ім'я записано як Анні Бонус (англ. Annie Bonus).

## Публікації
- (A. Bonus), Beatrice: a Tale of the Early Christians, Joseph Masters, Londres, 114 p., 1863.
- (Anonyme), River-Reeds. Poems, Joseph Masters, Londres, 71 p., 1866.
- (Ninon Kingsford), An Essay on the Admission of Women to the Parliamentary Franchise, Trubner & Co., Londres, 1868.
- (Colossa) In My Lady's Chamber; a Speculative Romance Touching a Few Questions of the Day ., J. Burns, Londres, 319 p., 1873.
- (Ninon Kingsford), Rosamunda the Princess, an Historical Romance of the Sixth Century; and Other Tales, James Parker and Co., Oxford et Londres, 365 p., 1875.
- The Perfect Way in Diet, A Treatise advocating a return to the natural an ancient food of our race ., Kegan Paul, Trench & Co., Londres, 121 p., 1881.
- The Perfect Way, or Finding of Christ, Hamilton, Adams & Co., Londres, 405 p., 1882. Field and Tuer, Londres, 1887.
- The Virgin of the World. A translation of Hermetic manuscripts. Introductory essays (on Hermeticism) and notes by Anna Kingsford and Edward Maitland. , George Redway, Londres, et P. Kailasam Brothers, Spiritualistic Book Depot, Madras, 154 p., 1885.
- Astrology Theologized: the Spiritual Hermeneutics of Astrology and Holy Writ — A Treatise upon the Influence of the Stars on Man and on the Art of Ruling Them by the Law of Grace . Long prefatory essay, and translation by Anna Kingsford, from the original by Valentine Weigelius, dated +1649 , George Redway, Londres, 121 p., 1886.
- Health, Beauty and the Toilet: Letters to Ladies from a Lady Doctor., Frederick Warne and Co., Londres et New York, 232 p., 1886.

Посмертно, під редакцією Едварда Мейтланда:
- Dreams and Dream Stories, George Redway, Londres, 281 p., 1888.
- Clothed with the Sun. Being the Book of the Illuminations of Anna (Bonus) Kingsford. , John M. Watkins, Londres, 1889. Réédition par Forgotten books[16] ISBN 9781606201893 .

Під редакціями інших авторів:
- Anna Kingsford Intima Sacra: a Manual of Esoteric Devotion., EM Forsyth, David Stott, Londres, 163 p., 1891.
- Anna Kingsford & Edward Maitland, Addresses and Essays on Vegetarianism. Anna Kingsford and Edward Maitland., Samuel Hopgood Hart, John M. Watkins, Londres, 227 p., 1912.
- Anna Kingsford & Edward Maitland, The Credo of Christendom: and other Addresses and Essays on Esoteric Christianity., Samuel Hopgood Hart, John M. Watkins, Londres, 256 p., 1916.

Під псевдонімом Нінон Кінгсфорд опублікувала оповідання в журналах Penny Post з 1868 по 1872 рр. і Ladies Pictorial з 1884 по 1887 роки.